# بيل داي
بيل داي (بالإنجليزية: Bill Day)‏ هو لاعب كرة قاعدة أمريكي، ولد في 28 يوليو 1867 في ماركوس هووك في الولايات المتحدة، وتوفي في 16 أغسطس 1923 في ويلمنغتون في الولايات المتحدة.

## وصلات خارجية
- بيل داي على موقعبيزبول رفرنس.كوم (الدوري الرئيسي) (الإنجليزية)
- بيل داي على موقعبيزبول رفرنس.كوم (الدوري الثانوي) (الإنجليزية)